# Vezzena (formaggio)
Il Vézzena è un formaggio di latte di vacca italiano, prodotto principalmente nella provincia di Trento, Altopiano di Vezzena (da cui prende il nome) nel comune di Levico Terme,  sull'Altopiano di Lavarone, e nell'Altopiano di Folgaria, e parte della provincia di Vicenza, segnatamente nel comune di Enego.
Il Vezzena è un formaggio PAT e il Vezzena di Lavarone sapori di malga è presidio Slow Food; inoltre nel 2005 è stata registrata la domanda della DOP (non ancora concessa e pertanto non può ancora fregiarsi del marchio).

## Caratteristiche
Il Vezzena è un formaggio semigrasso e ha una pasta granulosa  di colore giallognolo  e un sapore vagamente amarognolo e piccante . La crosta è di color grigio.
Si presenta in tre versioni: mezzano, vecchio e stravecchio.

## Storia
Le origini del formaggio Vezzena risalgono almeno al XV secolo.
Agli inizi del XX secolo, diventa formaggio da grattugia.
All'epoca degli Asburgo, il Vezzena costituiva uno dei piatti immancabili nella tavola dell'imperatore Francesco Giuseppe I d'Austria.

## Preparazione
Il Vezzena si prepara unendo il latte vaccino e crudo della sera alla munta del mattino.
Viene riscaldato lentamente, con l'aggiunta del latteinnesto. In seguito, raggiunta una temperatura di circa 33-36°, viene aggiunto il caglio bovino.
La pasta viene poi cotta a 46°.
Le forme rimangono nelle fascere per circa 2-4 giorni, dopodiché vengono salate in salamoia.